# Аносовы
Ано́совы (Оносовы) — старинный русский дворянский род.
В 1573 году опричником Ивана Грозного числился Меньшик Аносов.
Первые летописные упоминания о представителях дворянского рода этой фамилии относятся к началу XVII века. Костромским дворянским депутатским собранием род Аносовых был записан в VI часть дворянской родословной книги Костромской губернии Российской империи и утверждён Герольдией Правительствующего Сената в древнем (столбовом) дворянстве.